# 戈羅季謝 (傑拉日尼亞區)
49°15′41″N 27°39′10″E / 49.26139°N 27.65278°E
霍羅迪什切（烏克蘭語：Городище）是位於烏克蘭西部的村莊，由赫梅利尼茨基州裡赫梅利尼茨基區的沃夫科溫齊市鎮負責管轄。該村始建於1194年，面積3.05平方公里，海拔高度325米，2001年人口465，人口密度每平方公里152.5人。